# (35977) Lexington
(35977) Lexington est un astéroïde de la ceinture principale.

## Description
(35977) Lexington est un astéroïde de la ceinture principale. Il fut découvert le 3 juillet 1999 à l'Observatoire Kleť par Jana Tichá et Miloš Tichý. Il présente une orbite caractérisée par un demi-grand axe de 2,63 UA, une excentricité de 0,18 et une inclinaison de 12,7° par rapport à l'écliptique.

## Compléments